# Колби, Энджел
Э́нджел Ко́лби (англ. Angel Coulby; род. 30 августа 1980, Лондон, Англия) — британская актриса. Известность приобрела после съёмок в комедии «Orrible». Закончила сниматься в телевизионном сериале «Мерлин», в котором играла одну из главных ролей.

## Ранняя жизнь
Энджел Колби родилась и выросла на севере Лондона. Окончила Университет королевы Маргарет в Эдинбурге по классу актёрского мастерства.

## Карьера
Она впервые была замечена в документальном фильме «Страшнейшие места на Земле» в роли студентки Авассы Такт, которая встретилась с призраком. Она приобрела известность в 2001 году, после того, как она сыграла роль Шив Клэрк в фильме Джонни Вона 'Orrible. Позже она сыграла роль Гвен в фэнтезийном сериале BBC «Мерлин». Вместе с Колби в сериале сыграли молодые актёры Колин Морган, Бредли Джеймс и Кэти МакГрат, а также ветераны кино Энтони Хэд и Ричард Уилсон.
В интервью она заявила, что ей очень нравится играть Гвен с первого сезона, где она — скромная и непритязательная служанка леди Морганы. Она заявила в прошлых интервью, что очень любит музыкальные фестивали и недавно занялась шитьем и учится вязать одежду (однако она не рассматривает возможность смены работы, поскольку она хотела быть актрисой с тех пор, как сыграла в кино первый раз.)
В 2013 году снялась в драматическом сериале «Танцы на грани» Стивена Полякова, где сыграла главную роль джазовой певицы Джесси вместе с такими актёрами, как Чиветел Эджиофор, Джон Гудмен, Мэттью Гуд, Энтони Хэд, Жаклин Биссет. Также в этом году сыграла роль Лоры Робак в криминальном сериале «Туннель».

## Фильмография
| Год       |    | Русское название               | Оригинальное название                | Роль              |
| --------- | -- | ------------------------------ | ------------------------------------ | ----------------- |
| 2001      | с  | Страшнейшие места на Земле     | Scariest Places on Earth             | Авасса Такт       |
| 2001      | с  |                                | 'Orrible                             | Шив               |
| 2002      | с  | Катастрофа                     | Casualty                             | Салли             |
| 2002      | с  |                                | Having It Off                        | Кайли Райли       |
| 2002      | тф | Сэйв-Харбор                    | A Good Thief                         | Лия Пикеринг      |
| 2003      | с  | Второе пришествие              | The Second Coming                    | Луиза Фрейзер     |
| 2003      | с  | Бес в ребро                    | Manchild                             | Пиппа             |
| 2004      | с  | Создание волны                 | Making Waves                         | Анита Кук         |
| 2004      | с  | Да неужели                     | As If                                | Амбер             |
| 2004      | с  | Убеждение                      | Conviction                           | Джемма Райан      |
| 2004      | с  | Холби Сити                     | Holby City                           | Максин            |
| 2005      | ф  | Пиджак                         | The Jacket                           | стажёр            |
| 2005      | с  | Отдел по расследованию убийств | Murder Investigation Team            | Ли Алансон        |
| 2005      | ф  | Лига джентльменов: Апокалипсис | The League of Gentlemen's Apocalypse | регистратор       |
| 2005      | ф  | Представь нас вместе           | Imagine Me & You                     | Анна              |
| 2005—2006 | с  | Винсент                        | Vincent                              | Джиллиан Лафферти |
| 2006      | с  | Виртуозы                       | Hustle                               | Элис              |
| 2006      | с  | Доктор Кто                     | Doctor Who                           | Кэтрин            |
| 2006      | с  | Запутавшиеся                   | Tripping Over                        | Charity           |
| 2006      | с  | Чисто английское убийство      | The Bill                             | Зои Хьюз          |
| 2007      | с  |                                | Gina's Laughing Gear                 | медсестра Джонс   |
| 2007      | с  | Закон новой улицы              | New Street Law                       | Шэрон Вейр        |
| 2007      | тф | Секретная жизнь                | Secret Life                          | молодая мама      |
| 2007      | ф  | Фокусники                      | Magicians                            | регистратор       |
| 2007      | с  | Поговори со мной               | Talk to Me                           | Фейт              |
| 2007      | с  | Визит                          | The Visit                            | Рэйчел            |
| 2007      | с  | Дикая жизнь                    | Life Is Wild                         |                   |
| 2007      | с  |                                | Blue Murder                          | Кейт Малин        |
| 2008—2012 | с  | Мерлин                         | Merlin                               | Гвиневра          |
| 2013      | с  | Танцы на грани                 | Dancing on the Edge                  | Джесси            |
| 2013—2017 | с  | Туннель                        | The Tunnel                           | Лора Робак        |
| 2015      | с  |                                | Thunderbirds Are Go!                 | Kayo              |
| 2016      | с  | Мистер Хутен и леди            | Hooten & the Lady                    | Мелина            |